# Disulfiram
Disulfiram (INN), známý též pod svým obchodním názvem Antabus, je lék používaný v léčbě závislosti na alkoholu. Novější onkologický výzkum se věnuje jeho účinkům jako možného léku proti rakovině a připravuje se jeho testování při léčbě časných příznaků onemocnění covid-19. Problém s disulfiramem, popsaný blíže v sekci o léčbě rakoviny, je ten, že ve zkumavce jakožto reaktivní molekula "léčí" mnoho nemocí, takže vypadá jako panacea. Na popularizační úrovni a v češtině je problém s "promiskuitou" disulfiramu shrnut v článku Chrlení publikací ve vědě aneb proč se disulfiram musí stát panaceou".

## Působení
Disulfiram působí tak, že v kombinaci s alkoholem vyvolává poměrně výraznou, převážně oběhovou reakci (jedná se o bolesti hlavy, závratě, pocity ztíženého dýchání, pocity tepla v hlavě, mravenčení v prstech, kolapsové stavy apod., při masivní reakci může dojít i k úmrtí v důsledku útlumu dechového centra). Mechanizmus účinku spočívá v tom, že v těle potlačuje tvorbu enzymu acetaldehyddehydrogenázy, takže je blokováno štěpení acetaldehydu, mezistupně odbourávání etanolu na kyselinu octovou, následkem čehož se acetaldehyd v těle hromadí a vyvolá výše popsané nepříjemné příznaky. Disulfiram tudíž fakticky zesiluje a prodlužuje kocovinu. Lék tedy funguje jako dvojí bariéra – chemická (vyvolává výše popsanou reakci) a psychologická (vědomí, že požití alkoholu vyvolává uvedené symptomy, mi má pomoci, abych se alkoholu nenapil).
Některé studie ukazují, že disulfiram má antivirové účinky. Na molekulární úrovni blokuje virovou Mpro proteázu a působí jako zinc finger inhibitor. Zároveň blokuje uvolňování cytokinů a působí na tlumení zánětu a progresi onemocnění způsobenou tzv. cytokinovou bouří. Vzhledem k jeho dlouhodobému užívání při léčbě alkoholismu jsou dobře známy farmakokinetické vlastnosti léku (poločas vylučování 7,5 hod, vyloučení 90 % léku během 3 dnů).

### Antivirotikum
Studie účinků disulfiramu na koronaviry SARS-CoV-1 a MERS-CoV ukázala, že působí jako alosterický inhibitor virové papain-like proteázy u viru MERS-CoV a obdobnou proteázu SARS-CoV inaktivuje ireversibilně kovalentní vazbou.
Testování účinku na SARS-CoV-2 se připravuje na některých klinikách v USA a Rusku.

### Léčba alkoholismu
V léčení alkoholismu plní svoji úlohu již několik desetiletí. Lék neovlivňuje potřebu napít se, nemá žádné psychofarmakologické efekty. Jedná se o lék, který byl původně používán v léčbě střevních infekcí, avšak náhodně bylo zjištěno, že jeho interakce s alkoholem je velmi výrazná, a proto začal být používán v nynější indikaci. Lék může fungovat jako užitečná pomůcka u lidí, kteří se rozhodnou přestat pít alkohol, ale potřebují získat „pojistku“, která jim umožní plnou abstinenci od alkoholu dodržet.
Zavedení léčby disulfiramem není zcela snadnou záležitostí. Je nutno projít podrobným interním vyšetřením včetně odběrů krve, moči, EKG atd., které zjistí, jaký je tělesný stav pacienta. Cílem je eliminovat riziko vážnějších zdravotních komplikací v případě, že by se pacient alkoholu napil, přestože požil disulfiram. Dále je nezbytné absolvovat tzv. alkohol-antabusovou reakci – klient po podání 2–3 dávek disulfiramu dostane v ordinaci malé množství alkoholu a reakci alkoholu s disulfiramem si vyzkouší sám na sobě. Tato procedura je považována za jediné „lege artis“ poučení před zahájením disulfiramové terapie.
Disulfiram je nutno podávat v ordinaci lékařem či zdravotní sestrou, a to nikoliv pro „kontrolu“, zda klient léky užívá, ale proto, aby byl klient ochráněn před možností, že vezme disulfiram v momentě, kdy není zcela střízlivý (zdravotník by měl být schopen rozpoznat, že klient před podáním disulfiramu požil alkohol, případně má možnost ověřit jeho plnou střízlivost dechovou zkouškou v ordinaci). Vzhledem k tomu, že disulfiram se z těla odbourává poměrně pomalu, stačí jej podávat pouze 2× týdně (tzv. biologický poločas je asi 6 dnů). Dle údajů výrobce disulfiramu je možné bezpečné požití alkoholu (bez rizika reakce) nejdříve po 2 týdnech od podání poslední dávky léku.
Otázku vyvolává možnost podávání léku disulfiram jedním z partnerů. Tento postup je považován za velmi nevhodný a „neterapeutický“, je v podstatě použitelný jen po krátkou dobu (např. při společném odjezdu na dovolenou, pokud klient nechce disulfiramovou léčbu přerušit, což je jinak možné). Základním důvodem, proč tento postup nepoužívat, je fakt, že vztahové problémy v rodině, které často stojí v pozadí nadužívání alkoholu (respektive jsou jím způsobeny) se při podávání disulfiramu partnerem dále zvýrazňují (podávání léku může být vnímáno jako revanš, trest, nástroj mocenské odplaty apod.). Vždy je nutno doporučit, aby lék podávala osoba neutrální (tedy nejlépe lékař nebo zdravotní sestra).
Disulfiram je nutno užívat nejlépe po dobu jednoho roku, za minimální lze považovat dobu 6 měsíců. Je výhodné, když se konkrétní délka podávání disulfiramu dohodne již při jeho nasazení. Výjimkou jsou situace, kdy je disulfiram nasazován např. k zastavení pití a pojištění abstinence u klientů, kteří již byli v minulosti léčeni, prodělali kompletní léčbu a potřebují nyní jen krátkodobou „pojistku“ – pak je možno se dohodnout např. i na jeden až dvouměsíčním užívání.

### Disulfiram v terapii rakoviny
Základní shrnutí situace v léčbě nádorových onemocnění disulfiramem lze najít v novinářském článku v časopise Science "An old drug for alcoholism finds new life as cancer treatment". V češtině lze podobné shrnutí najit v článku "Serendepity aneb lekce z dějin antabusu" v časopise Vesmír. Existují výsledky dvou randomizovaných, placebem kontrolovaných klinických testů druhé fáze, které ukazují, že disulfram (nebo jeho metabolit ditiocarb) přidaný k chemoterapii ve srovnání s kombinací chemoterapie + placebo přináší benefit u vysoce rizikové rakoviny prsu a metastázující rakoviny plic (v případě metastázující rakoviny plic prodloužení života o tři měsíce ve srovnání s placebem a dlouhodobé přežití dvou pacientů z dvaceti). Tyto klinické testy vyžadují další ověření, kterého se jim zatím nedostává. Ignorování problému má mnoho rovin, které byly nedávno popsány v časopise Drug Discovery Today. Především disulfiram není lék, který by bylo možno patentovat, takže léčba rakoviny pomocí tohoto léku, byť by byla velmi levná, nemá z komerčního pohledu smysl. Její prosazení je možné jen ve veřejném zájmu (nakolik je efektivní léčení onkologických pacientů prakticky zdarma veřejným zájmem) a za veřejné peníze, jak se to stalo v případě dexametazonu při léčbě covid-19. Další zásadní problém, popsaný ve zmíněném článku v Drug Discovery Today, spočívá v tom, že disulfiram je velmi reaktivní chemikálie, která ve zkumavce vypadá jako všelék. Ve vědecké literatuře tak vzniká obrovský zmatek a dojem, že disulfiram dokáže léčit mnoha různými mechanismy mnoho různých nemocí (např. lymeskou borreliózu, Alzheimerovu nemoc, sepsi, obezitu, covid-19). Tím se podrývá jakákoli důvěryhodnost jeho léčebných účinků v nových indikacích, včetně onkologie. Ve skutečnosti, jak bylo popsáno v roce 2017 v časopise Nature, účinnou látkou v protinádorovém působení disulfiramu není disulfiram sám (a tak nedává žádný smysl testovat disulfiram ve zkumavce, je naopak třeba testovat jeho metabolity, prokázané reálně v pacientech). Disulfiram v těle velmi rychle podstupuje chemické proměny, jedním z jejichž produktů je sloučenina s mědí, tzv. koordinační sloučenina. Tato sloučenina s mědí (označovaná CuET) se u myší, krmených disulfiramem (případně s přídavkem měďnatých iontů), hromadí v tumorech a zabíjí je novým, dříve nepopsaným mechanismem (tzv. fixací proteinu p97, která brání degradaci proteinů v buňce - zastavení degradace proteinů v buňce se osvědčilo zatím prakticky jen v léčbě mnohočetného myelomu lékem Velcade, ale přesný molekulární mechanismus léku Velcade je velmi odlišný od CuET).
vědecké publikace
- Boris Cvek:
  - Drug Repurposing for Terminal-Stage Cancer Patients. American Journal of Public Health, Vol. 106, No. 6, June 2016, pp. e3-e3
  - Diethyldithiocarbamate complexes with metals used as food supplements show different effects in cancer cells, with Jindřich Sedláček (Palackého universita, Olomouc), Luisa M.D.R.S. Martins (ISEL Lisbon / Technical University Lisbon, Lisabon, Portugalsko) Petr Daněk (Palackého universita, Olomouc), Armando J.L. Pombeiro (Technical University Lisbon, Lisabon, Portugalsko), Journal of Applied Biomedicine, Vol. 12, No. 4, November 2014, pp. 301–308
  - Nonprofit drugs as the salvation of the world's healthcare systems: the case of Antabuse (disulfiram). Drug Discovery Today (IF = 6,828) 2012
  - Antabuse repurposing: we need more knowledge and wide international support. International Journal of Cancer (IF = 5,444) 2011
  - with Dvořák Z.: The Ubiquitin-Proteasome System (UPS) and the Mechanism of Action of Bortezomib, Current Pharmaceutical Design (IF = 3,870) 2011
  - Targeting Malignancies with Disulfiram (Antabuse): Multidrug Resistance, Angiogenesis, and Proteasome. Current Cancer Drug Targets (IF = 4,327) 2011
  - Antabuse (disulfiram) as a pilot case of nonprofit drug. International Journal of Cancer (IF = 5,444) 2010

populárně vědecké
- Boris Cvek:
  - Disulfiram v onkologii jako projekt farmaceutické firmy, Britské listy 23.4.2014
  - Využití disulfiramu v onkologické léčbě, Vesmír 92, 43, 2013/1
  - Zpráva o návštěvě Harvard Medical School, Britské listy 1.10.2012
  - Zpráva o návštěvě Caltechu, Britské listy 21.7.2012
  - Okénko do onkologického výzkumu: disulfiram, Britské listy 25.6.2007
  - Antabus, rakovina a farmaceutické společnosti, Britské listy 18.6.2012
  - Antabus: naděj pro léčení rakoviny, Britské listy 14.6.2012

další
- Patrik Schoupal: Antabus (disulfiram), na webu „Alternativní cesta – Alternativní léčby rakovin“ (alternativnicesta.cz)